# Mesta
Mesta (u Bugarskoj) ili Nestos (u Grčkoj) (grčki: Νέστος, bugarski: Места, turski: Mesta Karasu) je rijeka u jugoistočnoj Bugarskoj i sjeveroistočnoj Grčkoj. U antici rijeka Mesta bila je granica između Makedonije 
(prostirala se zapadno od rijeke) i Tracije (istočno od rijeke). Rijeka je peta po veličini u Bugarskoj i Grčkoj.

## Zemljopisne osobine

### Tok rijeke kroz Bugarsku
Rijeka Mesta formira se od dvije rijeke koje izviru u Rilskim planinama, od rijeke Černa Mesta i Rijeke Bjala Mesta. 
Dužina rijeke je kroz Bugarsku je 110 km, Mesta ima 25 pritoka, od toga 13 prvoga reda.
U Bugarskoj je tok rijeke većim dijelom planinski, rijeka ima veliku visinsku razliku, a na pojedinim dijelovima teče kroz uske klisure.

### Tok rijeke kroz Grčku
Dužina rijeke Nestos, kako se rijeka zove u svom grčkom dijelu je 120 km, u ovom dijelu rijeka ima 18 pritoka od kojih je najveći rijeka Dospat koja dolazi iz Bugarske. Nakon prolaza kroz sutjeske i klisure Rodapa, gdje teče kao brzica, rijeka u svom Grčkom dijelu teče kroz nizinu kao mirna ravničarska rijeka.
Ušće rijeke u Egejsko more nalazi se istočno od grada Kavala nasuprot otoku Thasos (kod gradića Chrisoupoli). Tu rijeka tvori veliku deltu (440 km²), koja je danas nacionalni park.
U sjevernom planinskom dijelu rijeke izgrađene su dvije hidrocentrale, s 3 velike brane i akomulaciona jezera; Thisavros, Platanovrisi i Temenos, koje proizvode ukupno 665 GWh električne struje.

## Film
- Andreas Schulze: Lagunen, Dünen, Urwälder: Nestos-Delta, ISBN 978-3-89763-799-3.

## Vanjske poveznice
|  | Zajednički poslužitelj ima još gradiva o temi Mesta |

- Slike rijeke  Arhivirana inačica izvorne stranice od 28. rujna 2009. (Wayback Machine)
- Porječje rijeke Meste (engl.)